# Roger L. Nichols
Roger L. Nichols (* 1933) ist ein US-amerikanischer Historiker, dessen Forschungsgegenstand die Indianer Nordamerikas sind.

## Wissenschaftliche Tätigkeit
Nichols wurde an der University of Wisconsin–Madison zum Ph. D. promoviert. Von 1964 bis 1965 war er Assistant Professor an der Wisconsin State University, von 1965 bis 1969 Associate Professor an der University of Georgia. Seit 1970 ist er Professor an der University of Arizona in Tucson. Er hat Kontakte zu deutschen Universitäten; an den Universitäten Tübingen, Köln, Halle-Wittenberg und Bonn hat er Vorlesungen und Vorträge gehalten.

## Ehrungen und Ämter (Auswahl)
- President, Pacific Coast Branch-American Historical Association, 2003.
- Outstanding Educator Award, Oregon-California Trails Association, 1999.
- Non-resident Fellow, Center for Great Plains Studies, University of Nebraska, seit 1995.
- Outstanding Educator Award, Oregon-California Trails Association, 1999.
- Social and Behavioral Sciences Research Grant, University of Arizona, 1996.
- Non-resident Fellow, Center for Great Plains Studies, University of Nebraska, seit 1995.

## Privates
Nichols lebt in Tucson und ist mit Marilyn Nichols verheiratet.

## Werke (Auswahl)
- General Henry Atkinson: A Western Military Career. University of Oklahoma Press, 1965, ISBN 978-0-8061-1087-5.
- The Missouri Expedition, 1818–1820. University of Oklahoma Press, 1969.
- Trachoma and related disorders caused by chlamydial agents : proceedings of a Symposium held in Boston, Massachusetts 17–20 Aug. 1970. Excerpta Medica Offices, Amsterdam 1971, ISBN 90-219-0165-X.
- (Herausgeber): Arizona Directory of Historians and Historical Organizations. Coordinating Committee for History in Arizona, 1985, ISBN 978-0-8061-3578-6.
- (Herausgeber): American Frontier and Western Issues: A Historiographic Review. Greenwood, 1986, ISBN 978-0-313-24356-1.
- Black Hawk and the Warrior’s Path. Harlan Davidson, 1992, ISBN 0-88295-884-4.
- Stephen Long and American Frontier Exploration. University of Oklahoma Press, 1995, ISBN 978-0-8061-2724-8.
- Black Hawk’s Autobiography. Iowa State University Press, 1999, ISBN 978-0-8138-2637-0. E-Book, 2000.
- Indians in the United States and Canada: A Comparative History. University of Nebraska Press, 1999, ISBN 978-0-8032-8377-0.
  - Geschichte der Indianer in den Vereinigten Staaten und Kanada. (deutsche Ausgabe). Athenaion, 2002, ISBN 978-3-88851-281-0.
- Indians in the United States and Canada: A Comparative History. Rev. und erweiterte Auflage. Lincoln, NE: University of Nebraska Press 2018.
- mit Leonard Dinnerstein, David M. Reimers: Natives and Strangers: A Multi-Cultural History of America. Oxford University Press, 2003, ISBN 978-0-19-509083-3.
- American Indians in U S. History. University of Oklahoma, 2004, ISBN 978-0-8061-3578-6.
- Warrior Nations. The United States and Indian Peoples. University of Oklahoma Press: Norman, 2013, ISBN 978-0-8061-4382-8 (pbk.).
- (Herausgeber): The American Indian: Past and Present. (Sechste überarbeitete Auflage, erstmals 1971 erschienen). University of Oklahoma Press, 2008, ISBN 978-0-8061-3856-5.
  - Indianer in Nordamerika : die Geschichte der indianischen Völker von der Kolonialzeit bis heute. (Aus dem Amerikanischen von Markus Rüttermann und Hans-Bernd Seppi) RM-Buch-und-Medien-Vertrieb, Rheda-Wiedenbrück; Gütersloh 2001, ISBN 3-88851-281-6.